# Putilla aoteana
Putilla aoteana är en snäckart som först beskrevs av Powell 1937.  Putilla aoteana ingår i släktet Putilla och familjen Skeneidae. Inga underarter finns listade i Catalogue of Life.